# Michael Johann
Michael Johann (* 3. Juli 1963 in Klagenfurt) ist ein österreichischer Politiker (GRÜNE) und Forstwirt. Er war von 2013 bis 2018 Abgeordneter zum Kärntner Landtag.

## Ausbildung und Beruf
Johann wurde in Klagenfurt geboren und absolvierte von 1972 bis 1981 das Humanistische Gymnasium in Klagenfurt. Er studierte nach der Matura von 1982 bis 1992 Forstwirtschaft an der Universität für Bodenkultur in Wien. Bereits 1990 arbeitete er als Klima-Kampagnenleiter bei Greenpeace Österreich, wobei er sich bis 1994 in dieser Funktion engagierte. Er absolvierte danach 1994 seinen Zivildienst bei Österreichischen Roten Kreuz und setzte danach seine Tätigkeit bei Greenpeace fort, wobei er von 1994 bis 1995 als Verkehrskampagnenleiter für Greenpeace International tätig war. Danach fungierte er von 1995 bis 1996 als Aktionsleiter Greenpeace Österreich im Kampf gegen das Kernkraftwerk Krško. 1996 schied er bei Greenpeace aus und kehrte in zu den Wurzeln seiner Ausbildung zurück, wobei er den elterlichen Land- und Forstwirtschaftlichen Betrieb in den Karawanken übernahm. 

## Politik und Funktionen
Johann engagierte sich bereits während seines Studiums in der Studentenvertretung und war 1987 Studienrichtungsvertreter der Österreichischen Hochschülerschaft. Er übernahm im Jahr 1997 das Amt des Landessprechers der Grünen Kärnten und übte die Funktion bis 2001 aus. Des Weiteren war er von 2005 bis 2006 Landesvorstandsmitglied der Grünen Kärnten. Er fungiert seit 2005 als Obmann der Grünen Bäuerinnen und Bauern Österreich und ist auch Landesobmann der Grünen Bäuerinnen und Bauern Kärnten. Als Experte der Land- und Forstwirtschaft steht er dem Grünen Parlamentsklubs im Walddialog zur Seite. Zudem erarbeitete er das Grüne Waldprogramm mit und ist seit 2003 Vertreter der Grünen im Österreichischen Walddialog des BMLFUW. Johann wurde im Juni 2012 Bezirkssprecher Klagenfurt-Land der Grünen Kärnten und kandidierte bei der Landtagswahl 2013, wobei er in der Folge am 28. März 2013 zum Landtagsabgeordneten angelobt wurde. 
Johann war des Weiteren von 1998 bis 2002 Vorstandsmitglied des Radiosenders „Agora“ und des Kärntner Armutsnetzwerks und übernahm 2009 die Funktion eines Vorstandsmitglied im Naturschutzverein Rosentaler Umweltfreunde.